# Републикански път III-7102
Републикански път IIІ-7102 е третокласен път, част от Републиканската пътна мрежа на България, преминаващ изцяло по територията на Добричка област, Община Тервел. Дължината му е 18,4 km.
Пътят се отклонява надясно при 36,7 km на Републикански път II-71 южно от село Коларци и се насочва на югозапад през северозападната, силно разчленена част на Добруджанското плато. Преминава последователно през селата Ангеларий, Сърнец, Мали извор и Божан и в южната част на град Тервел се свързва с Републикански път III-207 при неговия 51,9 km.
| Пътища, отклоняващи се надясно (населено място, № на пътя, посока на пътя) | km   | Пътища, отклоняващи се наляво (посока на пътя, № на пътя, населено място) |
| -------------------------------------------------------------------------- | ---- | ------------------------------------------------------------------------- |
| Община Тервел, II-71, 36,7 km →                                            | 0,0  | → 36,7 km, II-71, Община Тервел                                           |
| с. Ангеларий                                                               | 1,7  | с. Ангеларий                                                              |
| с. Сърнец                                                                  | 5,9  | с. Сърнец                                                                 |
| (за с. Безмер) общински път, с. Мали извор ←                               | 10,7 | с. Мали извор                                                             |
|                                                                            | 14,4 | → общински път (за с. Попгруево)                                          |
| с. Божан                                                                   | 15,3 | с. Божан                                                                  |
| (до гр. Алфатар) III-207, 51,9 km, гр. Тервел ←                            | 18,4 | ← гр. Тервел, 51,9 km, III-207 (от с. Ветрино)                            |